# Smittina abditavicularis
Smittina abditavicularis är en mossdjursart som beskrevs av Rogick 1956. Smittina abditavicularis ingår i släktet Smittina och familjen Smittinidae. Inga underarter finns listade i Catalogue of Life.